# Serviciul Român de Informații

Sediul SRI

Serviciul Român de Informații (abreviat SRI) a luat ființă pe 26 martie 1990 și este unul dintre serviciile secrete române, alături de Serviciul de Informații Externe. Este o autoritate care are ca obiect de activitate culegerea și valorificarea informațiilor exclusiv pe teritoriul României. Unitatea de învățământ a SRI este Academia Națională de Informații „Mihai Viteazul". 
SRI face parte din Comunitatea Națională de Informații, colaborând cu celelalte instituții din sistemul securității naționale - Serviciul de Informații Externe, Direcția Generală de Informații a Apărării și Direcția Generală de Informații și Protecție Internă a Ministerului Administrației și Internelor .

## Istoric
În anul 1865, Marele Stat Major a creat, după modelul francez, „Secția a II-a”, unitate care se ocupa cu culegerea și analizarea informațiilor cu caracter militar. La data de 19 aprilie 1892 s-a înființat „Biroul Siguranței Generale”, o unitate în cadrul Ministerului de Interne. În martie 1908, aceasta a devenit „Direcția Poliției și Siguranței Generale”, însă nu era singura instituție a statului care se ocupa cu culegerea informațiilor, activități asemănătoare având și Prefectura Poliției Capitalei și Inspectoratul General al Jandarmeriei.
În martie 1917, Mihail Moruzov a creat „Biroul de Siguranță al Deltei Dunării”, prima structură informativă civilă dar care avea personal provenit din „Siguranța Generală” și care lucra exclusiv pentru Marele Cartier General. Această structură a fost desființată în vara anului 1920.

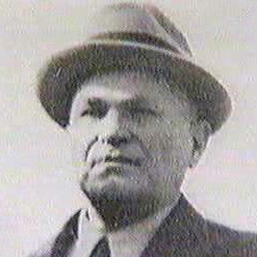
Mihail Moruzov

La data de 1 mai 1925, Mihail Moruzov a fost angajat în cadrul Secției a II-a a Marelui Stat Major, la Biroul de căutare a informațiilor. Acesta a reușit, după eforturi intense, să convingă conducerea Marelui Stat Major să accepte înființarea unui Serviciu Secret, care să lucreze numai cu cetățeni civili, „pentru culegerea, verificarea și completarea informațiilor care interesează armata”.
Prima schemă de organizare a Serviciului Secret (care cuprindea o „Secție de Informații Externe”, o „Secție de Contrainformații”, un „Birou Juridic” și un „Birou Tehnic”) a fost realizată în anul 1934. Moruzov a continuat încercările de a scoate Serviciul Secret din structura armatei și să-l plaseze sub autoritatea Palatului Regal. Această acțiune s-a concretizat de facto în anul 1938.
La data de 1 ianuarie 1937 a intrat în vigoare „Codul de Justiție Militară” prin care se majorau pedepsele pentru spionaj, ajungându-se până la aplicarea pedepsei cu moartea pentru crimele de înaltă trădare iar la 12 noiembrie 1940 a fost emis decretul nr. 3818, cu privire la organizarea Serviciului Special de Informații, instituție care funcționa pe lângă „Președinția Consiliului de Miniștri”.
La 15 septembrie 1944, prin decretul nr. 1695, Serviciul Special de Informații și-a schimbat numele în Serviciul de Informații și a fost trecut în subordinea Ministerului de Război. Prin decizia ministerială nr. 79 din 27 aprilie 1945, Serviciul de Informații a fost trecut în subordinea Președinției Consiliului de Miniștri și a fost redenumit Serviciul Special de Informații.

### Perioada comunistă
La data de 30 august 1948, prin decretul nr. 221, a fost înființată „Direcția Generală a Securității Poporului” (D.G.S.P.), direcție din cadrul Ministerului Afacerilor Interne. Aceasta era formată din 10 direcții centrale și 12 direcții regionale iar până în anul 1958, organizarea noii instituții a fost realizată cu ajutorul unor consilieri sovietici. LA 30 martie 1951, D.G.S.P. a devenit „Direcția Generală a Securității Statului” (D.G.S.S.) care cuprindea și o „Direcție de Informații Externe” iar la 20 septembrie 1952 D.G.S.S. se desprinde din Ministerul de Interne și se transformă în „Ministerul Securității Statului”. Acesta acțiune a fost anulată în septembrie 1953 când, noul minister revine în cadrul Ministerului de Interne. În perioada 1960 - 1965, personalul Securității este epurat, fiind îndepărtați mulți din ofițerii impuși de administrația din Moscova iar la 22 iulie 1967 a fost înființat „Departamentul Securității Statului” (D.S.S.), condus de un „Consiliu al Securității Statului” (C.S.S.). C.S.S. avea la conducere un președinte cu rang de ministru. La 4 aprilie 1968, „Consiliul Securității Statului” s-a desprins din Ministerul de Interne, funcționând ca un organ central. Prin Decretul nr. 130 din data de 9 aprilie 1972, „Consiliul Securității Statului” a reintrat în cadrul ministerului și a fost reorganizat în șase direcții principale: informații interne, contrainformații economice, contraspionaj, contrainformații militare, securitate și gardă și cercetări penale.
După Revoluția română din 1989, la data de 30 decembrie 1989, printr-o hotărâre a Frontului Salvării Naționale, organele de securitate au fost dizolvate.

### Serviciul Român de Informații
La data de 26 martie 1990, prin decretul nr. 181, a fost înființată instituția de stat Serviciul Român de Informații sub conducerea lui Virgil Măgureanu, specializată în domeniul culegerii de informații privind siguranța națională iar la 29 iulie 1991 a fost emisă Legea nr. 51 care stabilea noile amenințări la adresa siguranței naționale a României și sunt stabilite organele de stat care au atribuții în acest domeniu: Serviciul Român de Informații, Serviciul de Informații Externe, Serviciul de Protecție și Pază, precum și structuri din cadrul Ministerului Apărării Naționale, Ministerului de Interne și Ministerului Justiției. Activitatea acestora este coordonată de către Consiliul Suprem de Apărare a Țării.
La 7 februarie 2001,  Radu Timofte a devenit directorul instituției iar în noiembrie 2001, Consiliul Suprem de Apărare a Țării a aprobat un nou Regulament de funcționare a Serviciului Român de Informații. Directorul actual al serviciului este Eduard Hellvig.

## Conducerea instituției
Serviciul Român de Informații este condus de către un Consiliu Director. Consiliul este un organ deliberativ, compus din directorul SRI, prim-adjunctul directorului, adjuncții directorului și șefii unor unități centrale și teritoriale. Directorul are rang de ministru și este numit de Parlament, la propunerea președintelui României. Acesta conduce întreaga activitate a serviciului și îl reprezintă în relațiile cu celelalte instituții importante ale statului (Parlament, Președinție și Guvern). De asemenea, acesta organizează și asigură aplicarea legilor și a hotărârilor Consiliului superior de apărare a țării în cadrul serviciului și emite, potrivit legilor în vigoare, ordine și instrucțiuni.
Directorul are un prim-adjunct și 3 adjuncți care au rang de secretari de stat și care sunt numiți de Președintele României, la propunerea directorului.

### Conducere
- Director – general Răzvan Ionescu (director interimar)
- Adjunct al directorului – general-locotenent Adrian Ciocîrlan;
- Adjunct al directorului – general-locotenent Gheorghe-Stancu Răducu

## Atribuțiile serviciului
Serviciul Român de Informații culege, verifică și valorifică informațiile necesare cunoașterii, prevenirii și contracarării acțiunilor care sunt de natură să lezeze siguranța națională a României, și desfășoară activități vizând apărarea secretului de stat și prevenirea scurgerii de informații care nu pot fi făcute publice din punct de vedere legal. De asemenea, la cererea Consiliul suprem de apărare a țării, serviciul asigură protecția antiteroristă a demnitarilor români și străini, sau altor persoane, atunci când acestea sunt vizate de amenințări cu acte de terorism și desfășoară activități pentru descoperirea și contracararea acțiunilor de confecționare, deținere sau folosire ilegală de mijloace de interceptare a comunicațiilor.
Serviciul Român de Informații este o instituție fără competențe în desfășurarea activităților de urmărire penală, acesta neavând posibilitatea reținerii sau arestării preventive, unitățile sale nedispunând de spații proprii de arest.
Informațiile din domeniul siguranței naționale pot fi comunicate, potrivit legii nr. 51/1991, următoarelor instituții:
- Președintelui României, Președintelui Senatului, Președintelui Camerei Deputaților și Comisiilor permanente pentru apărare, ordine publică și siguranță națională ale celor două camere ale Parlamentului României;
- Prim-ministrului, miniștrilor și șefilor de departamente din ministere (când informațiile au legătură cu domeniile de activitate pe care aceștia le coordonează);
- Prefecților, primarului general al capitalei, precum și conducătorilor consiliilor județene, respectiv al municipiului București (pentru probleme care sunt de competența acestora);
- Organelor de urmărire penală, când informațiile privesc săvârșirea unei infracțiuni;

## Comisia de control a SRI
Organizarea și funcționarea Comisiei comune permanente a Camerei Deputaților și Senatului este reglementată de hotărârea nr. 30 din 23 iunie 1993 . Rolul comisiei acela de a veghea la îndeplinirea de către Serviciul Român de Informații a misiunilor ce îi revin în conformitate cu prevederile legale în vigoare. Comisia este alcătuită din 9 membri, aleși în ședința comună a celor două Camere, la propunerea birourilor permanente ale acestora, prin consultarea liderilor grupurilor parlamentare, cu votul majorității deputaților și senatorilor. 
Comunicarea dintre Comisie și SRI se desfășoară prin intermediul Președintelui Comisiei . Astfel, în realizarea atribuțiilor care îi revin, comisia solicită SRI, prin intermediul directorului acestuia, rapoarte, informări, explicații, documente, date și informații și poate audia persoane în legătură cu problemele analizate .

### Controverse
Comisia a fost criticată pentru lipsa de transparență și pentru lipsa memoriei instituționale, ca problemă sistemică. Conform deputatului USR Teodor Lazăr, fiecare schimbare de componență necesită o lungă perioadă de familiarizare a membrilor cu structurile, procedurile și personalul Serviciului . În iunie 2022, la prezentarea bilanțului SRI pe anul precedent, Comisia nu a solicitat informații suplimentare cu privire la controversatele legi ale siguranței naționale  .

## Organizare

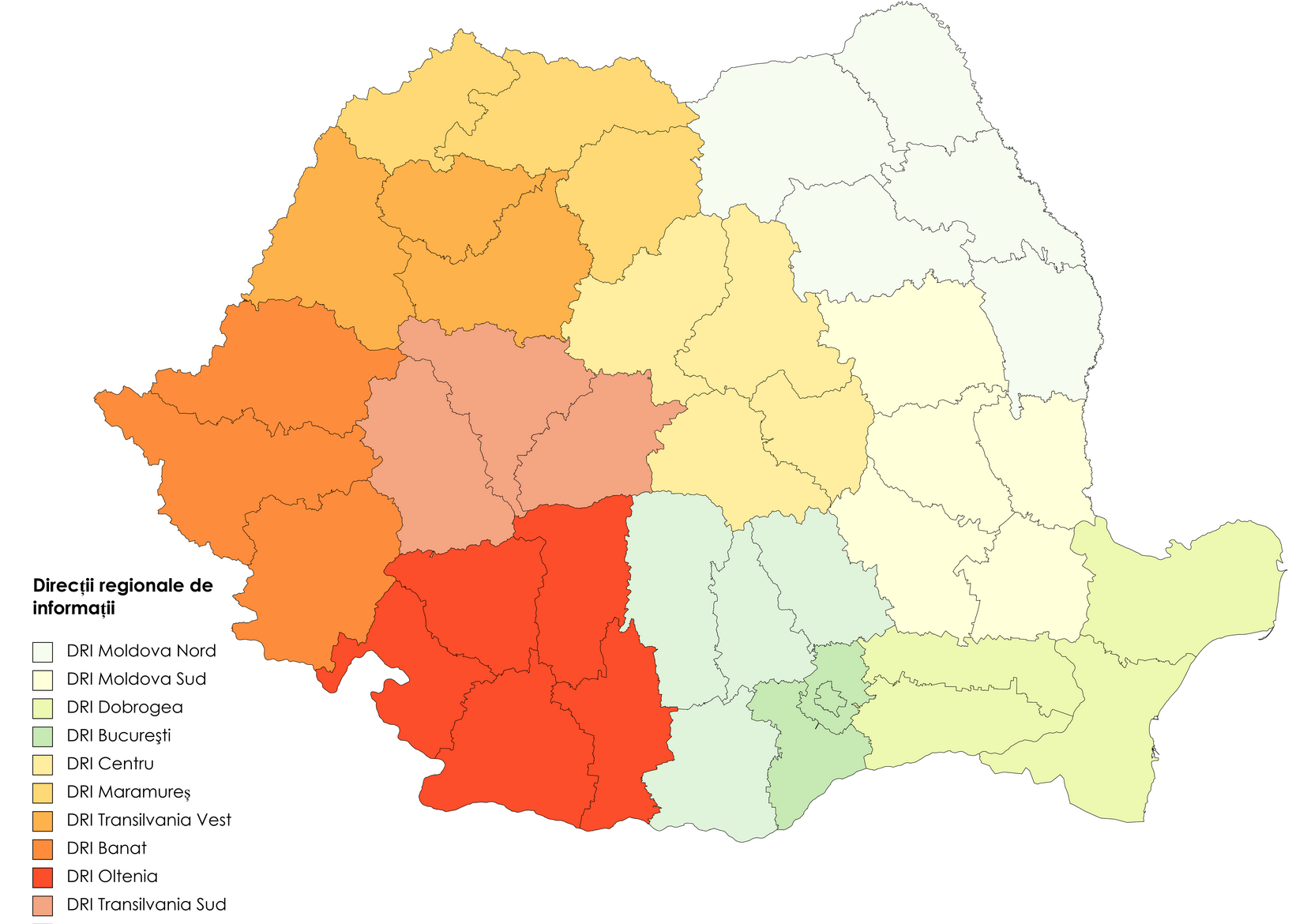
Direcții regionale de informații

Începând cu 1 septembrie 2019, SRI-ul s-a reorganizat în format regional. În locul filialelor județene s-au înființat 11 direcții regionale de informații (DRI), cu competențe legale pe zona mai multor județe; astfel :
- DRI Moldova Nord, cu competențe în județele: Iași (sediu principal), Botoșani, Neamț, Suceava și Vaslui;
- DRI Moldova Sud, cu competențe în județele: Galați (sediu principal), Bacău, Brăila, Buzău și Vrancea;
- DRI Dobrogea, cu competențe în județele: Constanța (sediu principal), Călărași, Ialomița și Tulcea;
- DRI București, cu competențe în: municipiul București (sediu principal), județele Ilfov și Giurgiu;
- DRI Muntenia, cu competențe în județele: Prahova (sediu principal), Argeș, Dâmbovița și Teleorman;
- DRI Oltenia, cu competențe în județele: Dolj (sediu principal), Gorj, Olt, Mehedinți și Vâlcea;
- DRI Centru, cu competențe în județele: Brașov (sediu principal), Covasna, Harghita și Mureș;
- DRI Transilvania Sud, cu competențe în județele: Sibiu (sediu principal), Alba și Hunedoara;
- DRI Banat, cu competențe în județele: Timiș (sediu principal), Arad și Caraș-Severin;
- DRI Transilvania Vest, cu competențe în județele: Cluj (sediu principal), Bihor și Sălaj;
- DRI Maramureș, cu competențe în județele: Maramureș (sediu principal), Satu-Mare și Bistrița-Năsăud.

## Bugetul Serviciului Român de Informații

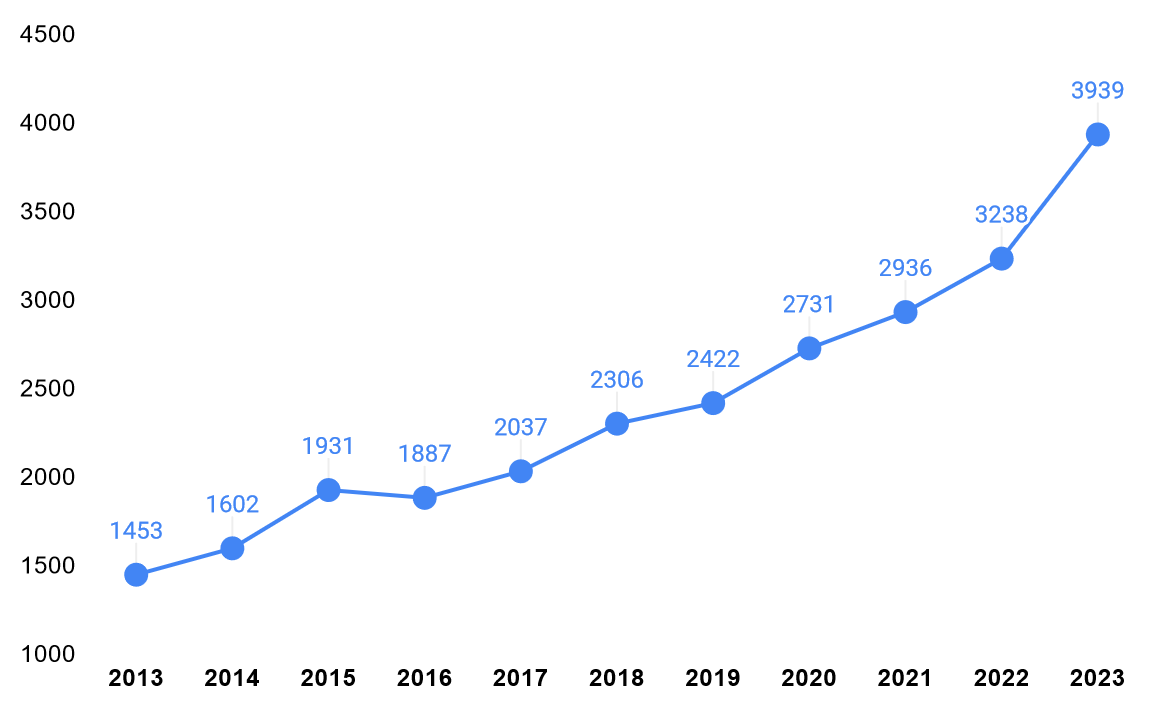
Bugetul Serviciului Român de Informații (mil. lei)

În 2012, bugetul alocat SRI-ului era de 1,360 miliarde de lei. În 2013, acesta a crescut la 1,453 miliarde de lei. În 2015, bugetul a ajuns la 1,931 miliarde de lei, iar în 2016 a fost de 1,887 miliarde lei. În 2017, bugetul a crescut peste 2 miliarde de lei ajungând la 2,037 miliarde de lei 
În anul 2018, bugetul SRI-ului a fost de 2,3 miliarde de lei, iar pentru 2019 de 2,42 miliarde de lei . 
În anul 2020, bugetul alocat pentru SRI a fost de 2,73 miliarde lei, din care 1,52 miliarde lei sunt pentru cheltuielile cu personalul .
În 2021, instituția a avut un buget de 2021: 2,937 miliarde de lei, iar în 2022 un buget de 2022: 3,17 miliarde de lei .
Pentru anul 2023, SRI-ul are alocat de la bugetul de stat pentru suma de 3,9 miliarde lei, în creștere cu aproximativ 20% față de anul precedent . De asemenea, SRI-ul gestionează proiecte cu finanțare externă nerambursabilă, în valoare de 250 milioane lei, și prin PNRR, în sumă de 237 milioane lei  .
| An               | 2013  | 2014  | 2015  | 2016  | 2017  | 2018  | 2019  | 2020  | 2021  | 2022  | 2023  |
| Buget (mil. lei) | 1.453 | 1.602 | 1.931 | 1.887 | 2.037 | 2.306 | 2.422 | 2.731 | 2.936 | 3.238 | 3.939 |
| ---------------- | ----- | ----- | ----- | ----- | ----- | ----- | ----- | ----- | ----- | ----- | ----- |
| Modificare %     | -     | 10,3  | 20,5  | -2,3  | +7,9  | 13,2  | 5     | 12,8  | 7,5   | 10,3  | 21,6  |

## Personalul SRI
Serviciul Român de Informații este o instituție militarizată, la fel ca și alte servicii secrete românești. Ierarhia în cadrul serviciului este definită de gradele militare, cel mai înalt rang fiind gradul de ofițer general cu patru stele. Personalul civil este compus în mare parte din experți în diferite domenii, de la contabili și specialiști IT la specialiști în drept.
Nu există informații publice exacte cu privire la numărul de angajați ai SRI-ului. Numărul oficial de angajați ai SRI-ului este secret, dar în februarie 2009 era estimat la peste 10.000. Numărul de 12.000 de angajați e avansat începând cu 2006 .